# Zvonimir Rumboldt
Zvonimir Rumboldt (Split, 1969.), hrvatski filmski, televizijski i kazališni redatelj i scenarist i autor dokumentarnih filmova. 
Snimio je dugometražni film Lavanderman – istina ili mit? (2010.), kratkometražni Rom kom (2011.) te dokumentarni film Pola stoljeća diska (2015.). Redatelj splitske epizode dokumentarnog filma Varoški amarcord.